# شارع ناساو
شارع ناساو هو شارع يقع في الحي المالي. نهايته الجنوبية تقع عند تقاطع شارع برود وشارع وول، ونهايته الشمالية عند شارع سبريوس، عند جامعة بيس بالقرب من قاعدة جسر بروكلين. على طول مساره بالكامل، يمتد شارع ناسو على بعد مربع واحد شرق برودواي وبارك رو.
كان يُطلق على شارع ناساو في الأصل اسم "كيب ستريت"، نسبةً إلى إحدى عائلات المستوطنين الهولنديين الأوائل، لكنه سُمّي لاحقًا تكريمًا للعائلة المالكة في هولندا، وهي عائلة أوراني - ناساو. وقد تم إطلاق هذا الاسم قبل أن يصبح ويليام من ناساو، الأمير الهولندي، ملكًا على إنجلترا باسم ويليام الثالث. كان شارع ناساو في السابق مقرًا للعديد من صحف المدينة. كما كان يُعرف في فترة من الفترات باسم "زقاق بائعة الفطائر".   وفي أواخر القرن العشرين، أُغلق الشارع أمام حركة المركبات خلال ساعات معينة لتشجيع التسوق.

## أشهر المباني بالشارع
- 14 وول ستريت، في 1-11 شارع ناسو
- القاعة الفيدرالية، الجانب الشرقي من ناسو بين شارعي وول وباين
- بنك أتلانتيك الوطني (1853-1873)، في 17 شارع ناسو
- مبنى إكويتابل، في 15-25 شارع ناسو
- 28 شارع ليبرتي، في 26-40 شارع ناسو
- 140 برودواي، في 27-39 شارع ناسو
- برج ليبرتي، في الزاوية الشمالية الغربية لشارعي ناسو وليبرتي
- مبنى البنك الاحتياطي الفيدرالي في نيويورك، في الزاوية الشمالية الشرقية لشارعي ناسو وليبرتي
- 63 شارع ناسو
- مسرح في شارع ناسو (1732-1765)، في 64-66 شارع ناسو، أول مسرح في مدينة نيويورك
- مبنى بينيت، في 93-99 شارع ناسو
- 5 شارع بيكمان، في 119-133 شارع ناسو
- مبنى مورس، في 140 شارع ناسو
- مبنى بوتر، في 145 شارع ناسو
- مبنى نيويورك تايمز/41 بارك رو، في 147 شارع ناسو
- 150 شارع ناسو، مكاتب صحيفة نيويورك صن سابقًا